# Jerzy Wójcik (szermierz)

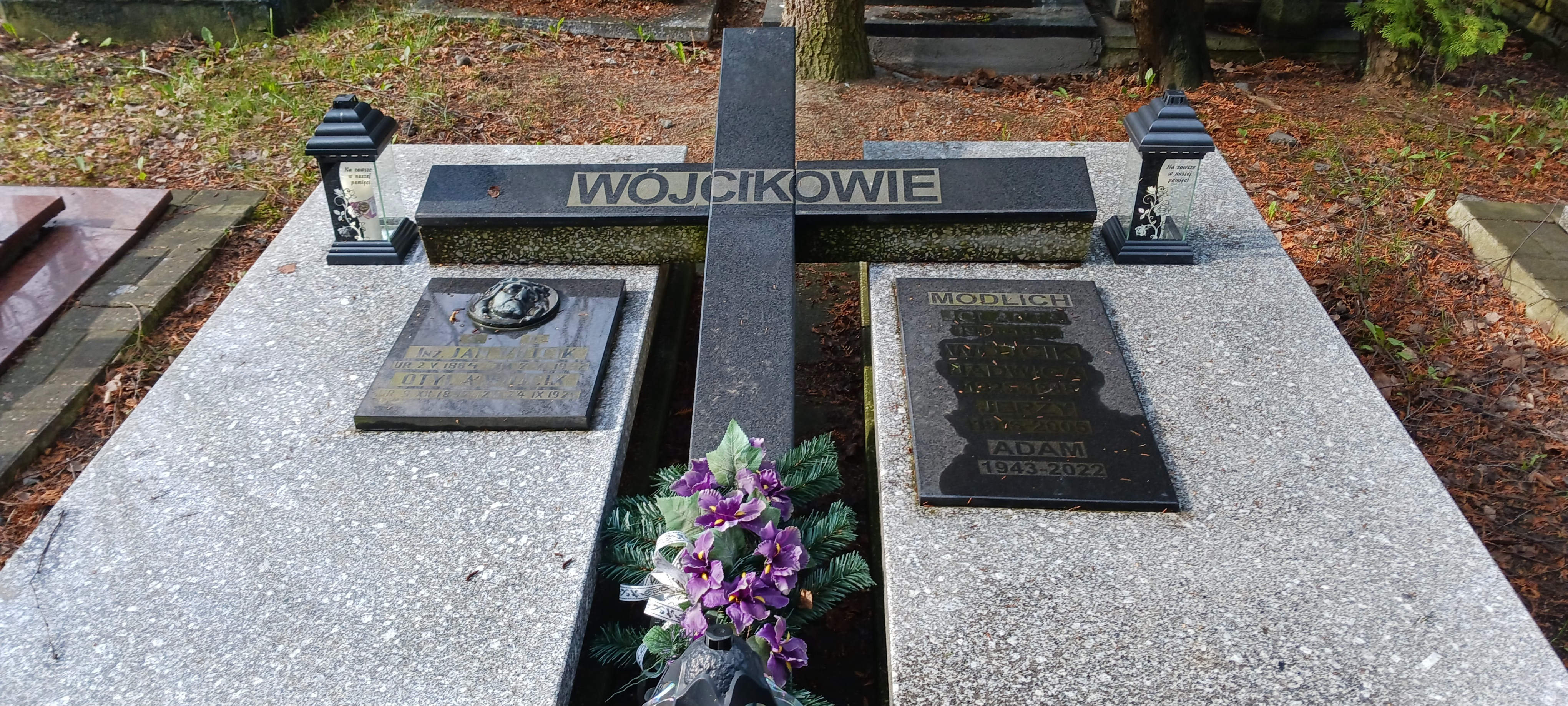
Grób olimpijczyka z 1948 Jerzego Wójcika

Jerzy Wójcik (ur. 16 września 1916 w Radlinie, zm. 6 marca 2005 w Katowicach) – szermierz, olimpijczyk z Londynu 1948.
Był szablistą. Na igrzyskach olimpijskich w 1948 r. walczył w turnieju drużynowym w szabli zajmując miejsca 5–8.
Został pochowany w Katowicach na Centralnym Cmentarzu Komunalnym w Katowicach przy ul Murckowskiej.